# Luís Diferr
Luís Dias Ferreira (Angola, 26 mei 1956), beter bekend onder zijn pseudoniem Luís Diferr, is een Portugees striptekenaar en docent Visual Arts and Descriptive Geometry. Hij woont in Portugal.
Diferr studeerde architectuur.
Samen met José Abrantes werkte hij aan het scenario voor Dakar, o Minossauro. In de jaren negentig tekende Diferr zoals Notícias da China 24 de Junho 89 (1990) en Os Deuses de Altair (1998).
Diferr tekende de illustraties voor het album Portugal in de educatieve reeks De reizen van Loïs, dat in 2010 verscheen. Hij had er zes jaar aan gewerkt.
In 2019 startte zijn stripreeks Kallilea over een amazone.